# 武丸正助
武丸 正助（たけまる しょうすけ、1671年 - 1757年）は江戸時代の農民。親孝行の逸話や浄土真宗の妙好人として知られる。

## 年表
- 1671年（寛文11年） - 筑前国宗像郡武丸村（現：福岡県宗像市武丸）に生まれる。
- 1710年（宝永7年） - 親孝行が認められ、宗像郡より米12俵および田を1反7畝戴く。
- 1729年（享保14年） - 福岡城に呼ばれ、自身の田の税が免除される。同時に農民として「武丸」姓を戴く。
- 1757年（宝暦7年） - 死去。

## 主な親孝行の逸話
- 曇りの日、雨が降ると思った父親からは下駄を履くよう、また雨は降らないと考えた母親からは、草履を履くように言われた正助は、二人の言いつけを守るため、片足に下駄、もう片足に草履を履いた。
  - ちなみに、宗像市の道路標識や市の広報などに使われるイラストは、左足に下駄、右足に草履を履いたものが使われている。
- 牛や馬にも愛情を注ぎ、家畜をいたわっていた。荷物を運んだ帰りは「馬が大変だろう」と馬に乗らず、更に鞍を自ら背負ったこともある。
- 年老いて歯が弱くなった両親の前では、硬いものを食べなかった。歯の丈夫な自分をうらやましく思うことを気にかけていたため。
- 父親が酒好きであったが、苦労している正助に、とある酒屋が酒をただで渡すも、彼はその日からその酒屋に行かなくなった。「あくまで自分の働いた金で買って飲ませたい」という理由による。

## 没後
- 正助への関心が高まり、江戸幕府が『孝義録』を編纂した。その中では正助について詳しい記述があった。
- 菩提寺の浄蓮寺（宗像市冨地原）には50回忌に際して妙好人である正助の像が作られ、本堂に安置されている。
- 1951年、正助を記念して正助廟が当地に出来る。
- 宗像市武丸の地に正助を記念した公園、「正助ふるさと村」が出来た。
- 正助をモチーフにした「正助さん」というキャラクターが存在する[1]。